# Peter van Agtmael
Peter van Agtmael (Washington, 1981) è un fotografo documentarista statunitense.
Dal 2006 si è concentrato sulle guerre in Iraq e in Afghanistan e sulle loro conseguenze negli Stati Uniti. È membro di Magnum Photos.
I saggi fotografici di Van Agtmael sono stati pubblicati su The New York Times Magazine, Time, The New Yorker e The Guardian. Ha pubblicato tre libri, il primo fu "secondo tour, Hope I Don't Die", fu pubblicato da Photolucida come premio per aver vinto il Critical Mass Book Award. Ha ricevuto un W. Eugene Smith Grant dal W. Eugene Smith Memorial Fund per completare il suo secondo libro, "Disco Night l'11 settembre". Il terzo, "Buzzing at the Sill", fu pubblicato da Kehrer Verlag nel 2016. Ha ricevuto due riconoscimenti dal World Press Photo, l'Infinity Award for Young Photographer dell'International Center of Photography e una sovvenzione dal Pulitzer Center on Crisis Reporting.

## Vita e lavoro
Van Agtmael è nato a Washington DC ed è cresciuto a Bethesda, nel Maryland. Ha studiato storia a Yale, laureandosi nel 2003. È diventato membro nominato di Magnum Photos nel 2008, membro associato nel 2011 e membro a pieno titolo nel 2013.
Dopo la laurea ha ricevuto una borsa di studio per vivere in Cina per un anno e documentare le conseguenze della Diga delle Tre Gole. Ha fotografato i rifugiati in Sudafrica positivi all'HIV; lo tsunami asiatico nel 2005; gli aiuti umanitari dopo gli effetti dell'uragano Katrina su New Orleans nel 2005 e dopo il terremoto di Haiti del 2010, le riprese sul posto, della prima stagione della serie TV Treme New Orleans nel 2010; il disastro ambientale della piattaforma petrolifera Deepwater Horizon nel 2010, l'uragano Sandy nel 2012 e le sue conseguenze, Nabi Salih e Halamish in Cisgiordania nel 2013 ed il conflitto Israele – Gaza del 2014 e le conseguenze.
Dal 2006 si è concentrato sulle guerre in Iraq e in Afghanistan e sulle loro conseguenze negli Stati Uniti. Ha visitato l'Iraq per la prima volta nel 2006 all'età di 24 anni ed è tornato in Iraq e in Afghanistan diverse volte, incorporato con le truppe militari statunitensi. In seguito ha continuato a indagare sugli effetti di quelle guerre negli Stati Uniti. Nel 2007 il suo portfolio dall'Iraq e dall'Afghanistan ha vinto il Monograph Award (brossura) nel Critical Mass Book Award di Photolucida. Nell'ambito del premio Photolucida ha pubblicato il suo primo libro, "2nd Tour, Hope I Don't Die". Con il lavoro svolto tra gennaio 2006 e dicembre 2008, questa "è l'esperienza diretta di un giovane fotoreporter: gli effetti delle guerre su di lui, sui soldati e sui paesi coinvolti". La sovvenzione W. W. Eugene Smith per la fotografia umanistica del 2012, fu di 30.000 dollari per lavorare al suo secondo libro, "Disco Night dell'11 settembre", che "racconta le vite dei soldati che ha incontrato sul campo e a casa".

## Pubblicazioni

### Pubblicazioni di van Agtmael
- 2 ° Tour Spero di non morire. Portland, OR: Photolucida, 2009. ISBN 978-1934334072.
- Disco Night 11 settembre. Brooklyn: Red Hook, 2014. ISBN 978-0984195428.
- Ronzio al davanzale. Heidelberg, Germania: Kehrer Verlag, 2016. ISBN 978-3868287363.

### Pubblicazioni con contributi di van Agtmael
- 25 Under 25: emergenti fotografi americani, volume 2. New York: powerHouse, 2008. ISBN 978-1-57687-192-8. A cura di Iris Tillman Hill, prefazione di Lauren Greenfield, introduzione di Tom Rankin.
- Un anno in fotografia: Magnum Archive. Monaco di Baviera: Prestel; New York, Parigi, Londra, Tokyo: Magnum, 2010. ISBN 978-3-7913-4435-5.
- Il foglio di contatto. Pasadena, CA: Ammo, 2012. ISBN 9781934429082. A cura di Steve Crist.
- Fotografie non scattate. New York: Daylight, 2012. ISBN 9780983231615. A cura di Will Steacy.
- Fotoreporter su War: The Untold Stories dall'Iraq. Austin: University of Texas Press, 2013. ISBN 9780292744080. A cura di Michael Kamber, prefazione di Dexter Filkins.
- Quaderni di schizzi dei fotografi. Londra: Tamigi e Hudson, 2014. ISBN 9780500544341. A cura di Stephen McLaren e Bryan Formhals.

## Premi
- 2006: 25 Under 25: Up and Coming fotografi americani, Il Centro Studi Documentario presso la Duke University, Duke University, Durham, NC.[senza fonte]
- 2007: secondo premio, categoria di storie di notizie generali, World Press Photo Awards, World Press Photo, Amsterdam[20], per una serie che descrive incursioni notturne in Iraq.
- 2007: Monograph Award (softbound), Critical Mass Book Award, Photolucida[16][17].
- 2008: borsa di studio del Pulitzer Center on Crisis Reporting, Washington, DC[23].
- 2011: Infinity Award, categoria Young Photographer, International Center of Photography, New York[22].
- 2012: W. Eugene Smith Grant del W. Eugene Smith Memorial Fund[18].
- 2014: secondo premio, categoria ritratti osservati, World Press Photo Awards, World Press Photo, Amsterdam[21].

## Mostre con altri
- 2009: Battlespace, Prix Bayeux-Calvados, Bayeux, Francia, 5 ottobre - 1 novembre 2009[31]. Prende il nome dal termine militare Battlespace.
- 2010: Bringing the War Home, Impressions Gallery, Bradford, Inghilterra, 17 settembre - 14 novembre 2010. A cura di Pippa Oldfield. Incluse anche fotografie di Sama Alshaibi, Farhad Ahrarnia, Lisa Barnard, Adam Broomberg e Oliver Chanarin, Edmund Clark, Kay May, Asef Ali Mohammad e Christopher Sims[32].